# Ладзаро Спаланцани
Ладзаро Спаланцани (на италиански: Lazzaro Spallanzani) е известен италиански йезуит, натуралист и физик.Счита се за „научен баща“ на изкуственото осеменяване.

## Биография
Роден е на 10 януари 1729 г. в Скандиано, Емилия-Романя, Италия. Отначало учи в университета в Болоня, естествени науки. Работи в университетите на Реджо нел'Емилия, Павия и Модена. След пътешествието, което прави из Швейцария, Турция, Корфу и Кипър, той описва най-забележителните особености на тези земи в естествено-историческо и геологическо отношения. Като резултат от пътешествието му през Неапол, Сицилия и в Апенините е съчинението му „Viaggi alle due Sicilie e in alcune parti degli Apennini“ („Пътуване до двете Сицилии и в някои части на Апенините“, Павия, 1792 г.), което е преведено и на немски през 1795 г. Всички резултати от неговите пътешествия са много ценни в естествено-историческо отношение.
Спаланцани е прочут и със своите чисто физиологически открития в областите на кръвообращението, храносмилането, размножението на жабите, наблюденията на най-простите животни и на „особеното чувство“, присъщо на прилепите. Голям интерес представляват опитите му относно потискащото действие на студа върху газовия обмен при студенокръвните животни, обезглавяването на охлюви и последващото порастване на главата им, механизма на съвокуплението при жабите, изкуственото храносмилане със стомашен сок. Спаланцани е първият, който доказва, че оплождаща сила в семенната течност имат само сперматозоидите.
Една от най-важните работи в неговата научна дейност са опитите му, свързани с опровергаване на теорията за самозараждането на живота.
Спаланцани умира от рак на пикочния мехур на 12 февруари 1799 г. в Павия. След смъртта му пикочният му мехур е отстранен за изследване от колегите му, след което е изложен в музей в Павия, където се намира и до днес.

## Памет
През 1935 г. Международният астрономически съюз нарича с името на Спаланцани кратер върху видимата страна на Луната.